# Niemiecka Partia Rodzin
Niemiecka Partia Rodzin (niem. Familien-Partei Deutschlands) – jest niemiecką partią polityczną założoną w 1981.
W latach 1986–2006 na czele partii stał doktor pediatrii Franz-Josef Breyer. W latach 2006–2010 i 2016–2017 partią kierował Arne Gericke, który podjął próby wyjścia z grona ściśle rodzinnego, na którym partia dotychczas bazowała. W wyborach do lokalnego parlamentu w Kraju Saary na partię oddano 3% ważnych głosów. 27 września 2009 w wyborach federalnych do niemieckiego Bundestagu osiągnęła wynik 0,3%. Przed wyborami ugrupowanie odrzuciło propozycję wspólnego startu z Ekologiczną Partią Demokratyczną (ÖDP).